# Годовников, Андрей Викторович
Андрей Викторович Годовников (род. 1 января 1974) — российский дзюдоист, чемпион и призёр чемпионатов России, мастер спорта России международного класса.

## Биография
Одним из первых успехов Годовникова на татами стала победа на первенстве России по дзюдо среди юниоров в 1993 году. На следующий год он стал бронзовым призёром мирового юниорского первенствва. Годовников становился победителем и призёром целого ряда международных турниров, чемпионом и призёром чемпионатов России. В 2003 году он стал серебряным призёром открытого чемпионата Финляндии.

## Спортивные результаты
- Первенство России по дзюдо среди юниоров 1993 года — ;
- Первенство мира по дзюдо среди юниоров 1994 года — ;
- Турнир класса А «Liberation» 1995 года, София — ;
- Московский международный турнир 1995 года — ;
- Чемпионат России по дзюдо 1996 года — ;
- Чемпионат России по дзюдо 1999 года — ;
- Московский международный турнир 2000 года — ;
- Открытый чемпионат Финляндии 2003 года — ;